# Alternaria raphani
Alternaria raphani J.W. Groves & Skolko – gatunek grzybów z klasy Dothideomycetes. Grzyb mikroskopijny będący jednym z patogenów wywołujących u roślin chorobę o nazwie czerń krzyżowych. Na półkuli północnej jest szeroko rozprzestrzeniony.

## Systematyka i nazewnictwo
Pozycja w klasyfikacji według Index Fungorum: Alternaria, Pleosporaceae, Pleosporales, Pleosporomycetidae, Dothideomycetes, Pezizomycotina, Ascomycota, Fungi.
Znana jest tylko anamorfa tego gatunku. Na podstawie budowy molekularnej i ultrastrukturalnej ustalono, że teleomorfą gatunków z rodzaju Alternaria jest któryś z gatunków grzybów zaliczany do rodzaju Lewia.